# Nazaré (Portugal)
Nazaré é uma vila portuguesa, sede de município, da região Oeste com cerca de 10 300 habitantes. 
Situada na província histórica da Estremadura e no distrito de Leiria. Integra a NUTII do Oeste e Vale do Tejo.. 
O Município da Nazaré tem 82,43 km² de área e 14 885 habitantes (2021) .
O espaço urbano da vila aglutina três antigos povoados — Pederneira, Sítio da Nazaré e Praia da Nazaré — e novos bairros da segunda metade do século XX, como a Urbisol ou o Rio Novo, surgidos em consequência da expansão natural dos três núcleos primitivos.
A Nazaré está localizada a 99 km a norte de Lisboa (122 km via A8, ou 128 km via IC2 / A1), a 210 km a sul do Porto (224 km via IC2 / A1, ou 215 km via A17), e a 88 km a sudoeste de Coimbra (109 km via A1 / A8).

## História
A freguesia teve a designação de "Pederneira" até 1912, ano em que, por lei, o topónimo foi alterado para "Nazaré". A antiga freguesia da Pederneira teve foral em 1514, dado por D. Manuel I, e esteve integrado nos coutos de Alcobaça.
A Pederneira, atualmente um dos bairros da vila da Nazaré, mantém ainda o edifício dos antigos Paços do Concelho, o pelourinho, a igreja Matriz de nossa Senhora das Areias e a igreja da Misericórdia, como testemunhos da sua antiga condição de vila sede de concelho.
O topónimo "Nazaré" está intrinsecamente ligado à Lenda de Nossa Senhora da Nazaré.
Ao longo do século XX, a Nazaré evoluiu progressivamente de uma aldeia piscatória para uma aldeia dedicada ao turismo, tendo sido um dos primeiros pontos de interesse turístico internacional em Portugal. A indústria do turismo é hoje um dos principais empregadoras da vila.
É na Nazaré que foi registado o recorde mundial da maior onda já surfada, com cerca de 30 metros, estabelecido por Garrett McNamara, na Praia do Norte, em novembro de 2011.
Devido à projeção mundial que têm as ondas gigantes da Nazaré, a vila tornou-se na anfitriã dos maiores campeonatos internacionais de surf' e recebe muitos desportistas dessa modalidade, assim como milhares de curiosos e de turistas que vêm apreciar as suas corajosas demonstrações.

## Cultura

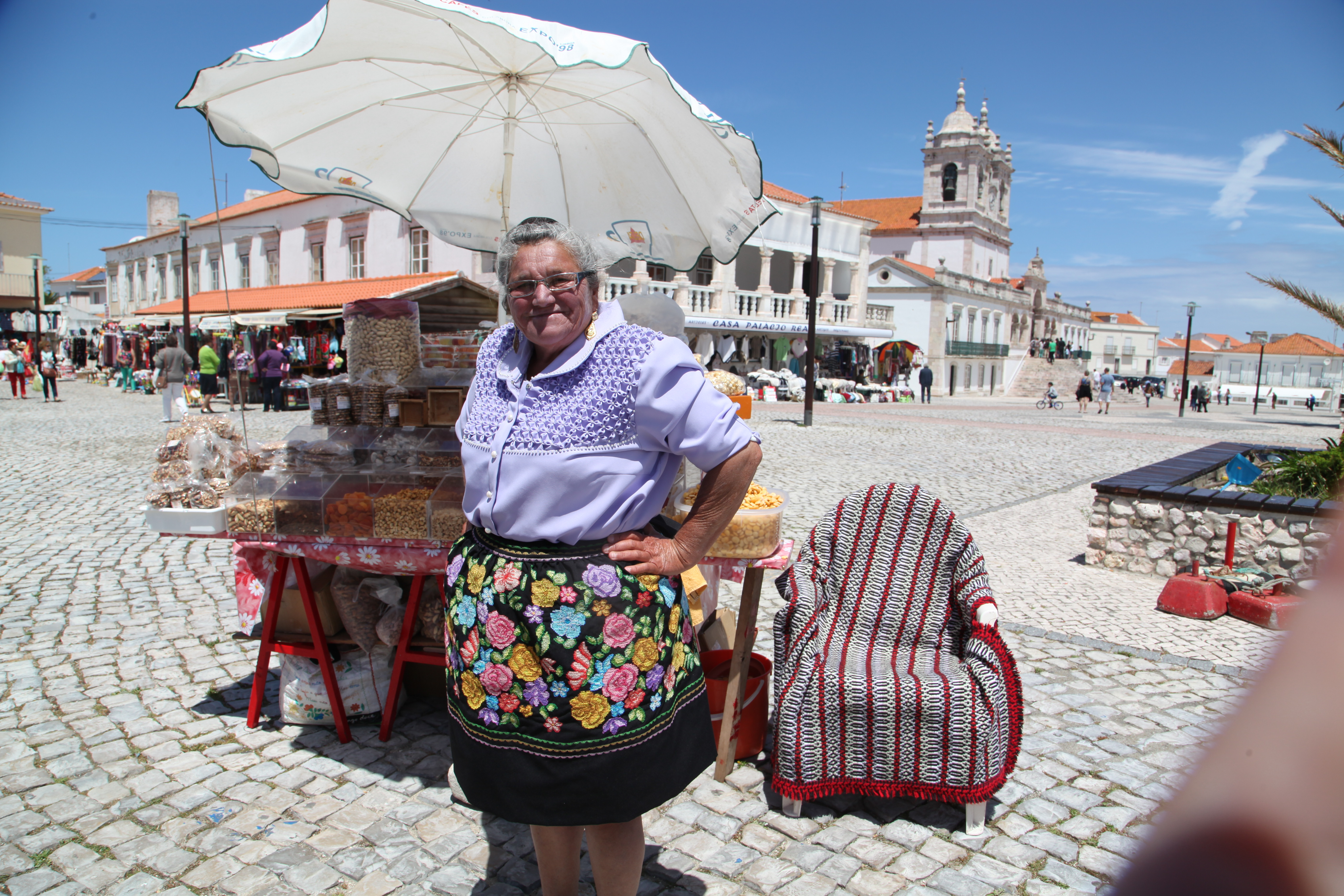
Uma mulher da Nazaré com as tradicionais sete saias.

Faz parte da tradição nazarena o uso de sete saias pelas suas mulheres. A explicação não é consensual, mas está intimamente ligada à faina: as nazarenas tinham o hábito de esperar os maridos e filhos, da volta da pesca, na praia, sentadas no areal, passando aí horas em vigília. Usavam as várias saias para se cobrirem, as de cima para proteger a cabeça e ombros da maresia e as restantes para tapar as pernas.
As sete saias das mulheres e a camisa de flanela e barrete preto dos homens atraíram, durante os anos 50 e 60, do século passado, nomes como Lino António, Jorge Barradas, Stanley Kubrick ou Cartier-Bresson, que documentaram, em pintura e fotografia, o dia-a-dia do povo nazareno.

## Geografia
A região da Nazaré, localizada a cerca de 100 km a norte de Lisboa, é um dos locais mais conhecidos do mundo para a prática de surf. A formação de ondas gigantes relaciona-se com a existência do Canhão da Nazaré. Este canhão é um vale submarino profundamente encaixado, limitado por grandes ravinas, que se formou como resultado da erosão e da existência da Falha da Nazaré. Esta falha terá sido uma falha normal, inclinada para norte, durante o Mesozoico, mas, no Cenozoico, passou a comportar-se como uma falha inversa. É uma falha interplaca, o que significa que ocorre entre duas placas tectônicas. O deslocamento vertical dos blocos adjacentes é uma característica comum das falhas interplaca. Associados à Falha da Nazaré, ocorreram, no Canhão da Nazaré, dois sismos com magnitudes de 5,6 e de 4,1, em 26 de dezembro de 1962 e em 19 de agosto de 2016, respetivamente. O canhão tem início a sudoeste do Forte de S. Miguel Arcanjo, a pouca distância da praia, e estende-se por mais de 200 km, de 50 metros a 4500 metros de profundidade. A existência do Canhão da Nazaré tem consequências no hidrodinamismo, pois potencia a formação de grandes ondas, dependendo das características do vento e da agitação marítima. Em termos geológicos, na zona da Nazaré afloram calcários e rochas detríticas, e, em profundidade, existem evaporitos ‒ gesso e sal-gema. Todas estas rochas se depositaram na Bacia Lusitaniana, uma bacia de sedimentação que se formou na região oeste de Portugal, durante o Mesozoico. A norte da Nazaré aflora, também, um filão cuja formação está relacionada com o Complexo Vulcânico de Lisboa-Mafra, que foi datado com cerca de 70 milhões de anos (Ma). Na rocha que constitui o filão, a matriz deve incluir cristais de plagióclase cálcica e moscovite. As erupções vulcânicas associadas à ascensão de magmas basálticos tendem a dar origem a escoadas. Considerando a idade estimada para o filão, a datação da rocha que o constitui pelo método 40K-40Ar, em que o período de semivida do 40K é de 1250 Ma, revelará uma percentagem de isótopo-pai de 50%.

## Património
- Igreja de São Gião
- Capela de Nossa Senhora dos Anjos
- Forte de São Miguel Arcanjo
- Igreja de Nossa Senhora da Nazaré
- Igreja da Misericórdia da Pederneira
- Ermida da Memória ou Capela de Nossa Senhora da Nazaré
- Museu Dr. Joaquim Manso — Museu da Nazaré, na Rua D. Fuas Roupinho — Sítio
- Casa-Museu do Pescador
- Cine-Teatro da Nazaré

## Freguesias

Freguesias do município da Nazaré.

A freguesia da Nazaré está dividida em 3 lugares:
- Famalicão
- Nazaré
- Valado dos Frades

## População
| Número de habitantes | Número de habitantes | Número de habitantes | Número de habitantes | Número de habitantes | Número de habitantes | Número de habitantes | Número de habitantes | Número de habitantes | Número de habitantes | Número de habitantes | Número de habitantes | Número de habitantes | Número de habitantes | Número de habitantes | Número de habitantes |
| -------------------- | -------------------- | -------------------- | -------------------- | -------------------- | -------------------- | -------------------- | -------------------- | -------------------- | -------------------- | -------------------- | -------------------- | -------------------- | -------------------- | -------------------- | -------------------- |
| 1864                 | 1878                 | 1890                 | 1900                 | 1911                 | 1920                 | 1930                 | 1940                 | 1950                 | 1960                 | 1970                 | 1981                 | 1991                 | 2001                 | 2011                 | 2021                 |
| 5579                 | 6512                 | 7583                 | 8393                 | 10341                | 10323                | 10406                | 11614                | 13248                | 13511                | 12976                | 15436                | 15313                | 15060                | 15158                | 14881                |

(Obs.: Número de habitantes "residentes", ou seja, que tinham a residência oficial neste município à data em que os censos se realizaram.)
| Número de habitantes por Grupo Etário | Número de habitantes por Grupo Etário | Número de habitantes por Grupo Etário | Número de habitantes por Grupo Etário | Número de habitantes por Grupo Etário | Número de habitantes por Grupo Etário | Número de habitantes por Grupo Etário | Número de habitantes por Grupo Etário | Número de habitantes por Grupo Etário | Número de habitantes por Grupo Etário | Número de habitantes por Grupo Etário | Número de habitantes por Grupo Etário | Número de habitantes por Grupo Etário | Número de habitantes por Grupo Etário |
| ------------------------------------- | ------------------------------------- | ------------------------------------- | ------------------------------------- | ------------------------------------- | ------------------------------------- | ------------------------------------- | ------------------------------------- | ------------------------------------- | ------------------------------------- | ------------------------------------- | ------------------------------------- | ------------------------------------- | ------------------------------------- |
|                                       | 1900                                  | 1911                                  | 1920                                  | 1930                                  | 1940                                  | 1950                                  | 1960                                  | 1970                                  | 1981                                  | 1991                                  | 2001                                  | 2011                                  | 2021                                  |
| 0-14 Anos                             | 2 929                                 | 3 585                                 | 3 477                                 | 3 356                                 | 3 516                                 | 3 799                                 | 3 741                                 | 3 390                                 | 3 905                                 | 3 099                                 | 2 278                                 | 2 106                                 | 1 864                                 |
| 15-24 Anos                            | 1 426                                 | 1 929                                 | 1 975                                 | 1 979                                 | 2 020                                 | 2 301                                 | 2 191                                 | 2 145                                 | 2 337                                 | 2 417                                 | 2 175                                 | 1 580                                 | 1 414                                 |
| 25-64 Anos                            | 3 412                                 | 4 074                                 | 4 179                                 | 4 517                                 | 5 131                                 | 6 115                                 | 6 513                                 | 6 365                                 | 7 395                                 | 7 707                                 | 8 093                                 | 8 419                                 | 7 703                                 |
| = ou > 65 Anos                        | 541                                   | 536                                   | 604                                   | 677                                   | 789                                   | 891                                   | 1 066                                 | 1 360                                 | 1 799                                 | 2 090                                 | 2 514                                 | 3 053                                 | 3 900                                 |

(Obs: De 1900 a 1950 os dados referem-se à população "de facto", ou seja, que estava presente no município à data em que os censos se realizaram. Daí que se registem algumas diferenças relativamente à designada população residente)

## Política

### Eleições autárquicas[13]
| Data | %     | V     | %       | V       | %      | V      | %            | V            | %              | V    | %              | V   | %              | V      | %              | V   | %              | V   | %   | V   | %   | V   | Participação |                |
| Data | PS    | PS    | PPD/PSD | PPD/PSD | CDS-PP | CDS-PP | FEPU/APU/CDU | FEPU/APU/CDU | GDUP           | GDUP | AD             | AD  | UDP/BE         | UDP/BE | PPM            | PPM | PRD            | PRD | IND | IND | MPT | MPT | Participação |                |
| ---- | ----- | ----- | ------- | ------- | ------ | ------ | ------------ | ------------ | -------------- | ---- | -------------- | --- | -------------- | ------ | -------------- | --- | -------------- | --- | --- | --- | --- | --- | ------------ | -------------- |
| Data | 1976  | 41,30 | 3       | 16,40   | 1      | 15,97  | 1            | 13,11        | -              | 5,53 | -              |     |                |        |                |     |                |     |     |     |     |     |              | 62,78 / 100,00 |
| 1979 | 43,27 | 3     | AD      | AD      | AD     | AD     | 15,49        | 1            |                |      | 33,56          | 3   | 4,18           | -      | AD             | AD  | 65,58 / 100,00 |     |     |     |     |     |              |                |
| 1982 | 47,06 | 4     | AD      | AD      | AD     | AD     | 17,09        | 1            | 31,15          | 2    |                |     | 57,42 / 100,00 |        | AD             | AD  |                |     |     |     |     |     |              |                |
| 1985 | 43,07 | 3     | 34,81   | 3       |        |        | 7,47         | -            |                |      |                |     | 11,04          | 1      | 60,36 / 100,00 |     |                |     |     |     |     |     |              |                |
| 1989 | 50,18 | 4     | 20,06   | 1       | 10,34  | 1      | 5,44         | -            | 10,29          | 1    | 63,73 / 100,00 |     |                |        |                |     |                |     |     |     |     |     |              |                |
| 1993 | 43,30 | 3     | 44,49   | 4       | 1,52   | -      | 8,02         | -            |                |      | 70,30 / 100,00 |     |                |        |                |     |                |     |     |     |     |     |              |                |
| 1997 | 39,03 | 3     | 53,60   | 4       |        |        | 4,60         | -            | 65,97 / 100,00 |      |                |     |                |        |                |     |                |     |     |     |     |     |              |                |
| 2001 | 37,98 | 3     | 47,56   | 4       | 3,34   | -      | 6,39         | -            | 60,44 / 100,00 |      |                |     |                |        |                |     |                |     |     |     |     |     |              |                |
| 2005 | 21,67 | 2     | 42,44   | 3       |        |        | 4,64         | -            | 3,21           | -    | 23,88          | 2   | 58,13 / 100,00 |        |                |     |                |     |     |     |     |     |              |                |
| 2009 | 35,77 | 3     | 48,03   | 4       | 2,42   | -      | 5,36         | -            | 2,65           | -    | 2,35           | -   | 56,03 / 100,00 |        |                |     |                |     |     |     |     |     |              |                |
| 2013 | 36,59 | 4     | 22,60   | 2       | 2,65   | -      | 6,18         | -            | 2,35           | -    | 9,85           | 1   | 5,86           | -      | 50,74 / 100,00 |     |                |     |     |     |     |     |              |                |
| 2013 | 36,59 | 4     | 22,60   | 2       | 2,65   | -      | 6,18         | -            | 2,35           | -    | 8,03           | -   | 5,86           | -      | 50,74 / 100,00 |     |                |     |     |     |     |     |              |                |
| 2017 | 56,61 | 5     | 25,19   | 2       | 2,50   | -      | 7,09         | -            | 3,59           | -    | CDS            | CDS |                |        | CDS            | CDS | 49,08 / 100,00 |     |     |     |     |     |              |                |
| 2021 | 44,90 | 4     | 28,15   | 2       | 1,63   | -      | 14,29        | 1            | 5,13           | -    |                |     |                |        | 44,58 / 100,00 |     |                |     |     |     |     |     |              |                |

### Eleições legislativas
| Data | %     | %     | %     | %    | %     | %     | %        | %     | %    | %     | %    | %   | %       | % | %  | %  |
| Data | PS    | PSD   | CDS   | PCP  | UDP   | AD    | APU/ CDU | FRS   | PRD  | PSN   | BE   | PAN | PSD CDS | L | CH | IL |
| ---- | ----- | ----- | ----- | ---- | ----- | ----- | -------- | ----- | ---- | ----- | ---- | --- | ------- | - | -- | -- |
| 1976 | 51,01 | 15,02 | 12,72 | 6,96 | 3,92  |       |          |       |      |       |      |     |         |   |    |    |
| 1979 | 45,70 | AD    | AD    | APU  | 4,23  | 32,15 | 11,76    |       |      |       |      |     |         |   |    |    |
| 1980 | FRS   | AD    | AD    | APU  | 2,90  | 35,04 | 11,12    | 44,07 |      |       |      |     |         |   |    |    |
| 1983 | 53,59 | 20,27 | 8,18  | APU  | 1,51  |       | 11,79    |       |      |       |      |     |         |   |    |    |
| 1985 | 32,60 | 26,40 | 5,91  | APU  | 1,86  | 11,52 | 16,53    |       |      |       |      |     |         |   |    |    |
| 1987 | 37,43 | 41,56 | 3,18  | CDU  | 1,39  | 8,18  | 3,44     |       |      |       |      |     |         |   |    |    |
| 1991 | 36,77 | 48,38 | 2,56  | CDU  |       | 6,11  | 0,53     | 1,37  |      |       |      |     |         |   |    |    |
| 1995 | 50,81 | 31,57 | 6,87  | CDU  | 0,81  | 6,34  |          |       |      |       |      |     |         |   |    |    |
| 1999 | 50,42 | 29,84 | 5,21  | CDU  |       | 8,04  | 0,22     | 2,79  |      |       |      |     |         |   |    |    |
| 2002 | 43,99 | 36,78 | 6,53  | CDU  | 6,27  |       | 3,50     |       |      |       |      |     |         |   |    |    |
| 2005 | 50,48 | 26,60 | 4,46  | CDU  | 6,21  | 8,05  |          |       |      |       |      |     |         |   |    |    |
| 2009 | 38,02 | 26,04 | 8,32  | CDU  | 7,59  | 13,86 |          |       |      |       |      |     |         |   |    |    |
| 2011 | 28,33 | 38,08 | 9,42  | CDU  | 8,24  | 7,76  | 1,24     |       |      |       |      |     |         |   |    |    |
| 2015 | 38,31 | CDS   | PSD   | CDU  | 7,84  | 12,48 | 0,93     | 30,88 | 0,70 |       |      |     |         |   |    |    |
| 2019 | 40,77 | 22,78 | 3,07  | CDU  | 6,75  | 13,16 | 2,55     |       | 0,76 | 1,03  | 0,66 |     |         |   |    |    |
| 2022 | 44,94 | 24,13 | 0,93  | CDU  | 6,10  | 6,22  | 0,95     | 0,82  | 7,96 | 4,26  |      |     |         |   |    |    |
| 2024 | 29,92 | AD    | AD    | CDU  | 25,15 | 4,98  | 6,37     | 1,97  | 2,69 | 19,86 | 4,04 |     |         |   |    |    |
| 2025 | 25,40 | AD    | AD    | CDU  | 25,93 | 4,18  | 2,79     | 1,47  | 3,50 | 27,49 | 4,32 |     |         |   |    |    |

## Cidades irmanadas
- Badajoz, Espanha
- Nogent-sur-Marne, França
- Capbreton, França
- Consdorf, Luxemburgo desde 2017
- Zushi, Japão
- Niterói, Brasil[17]

## Galeria de imagens

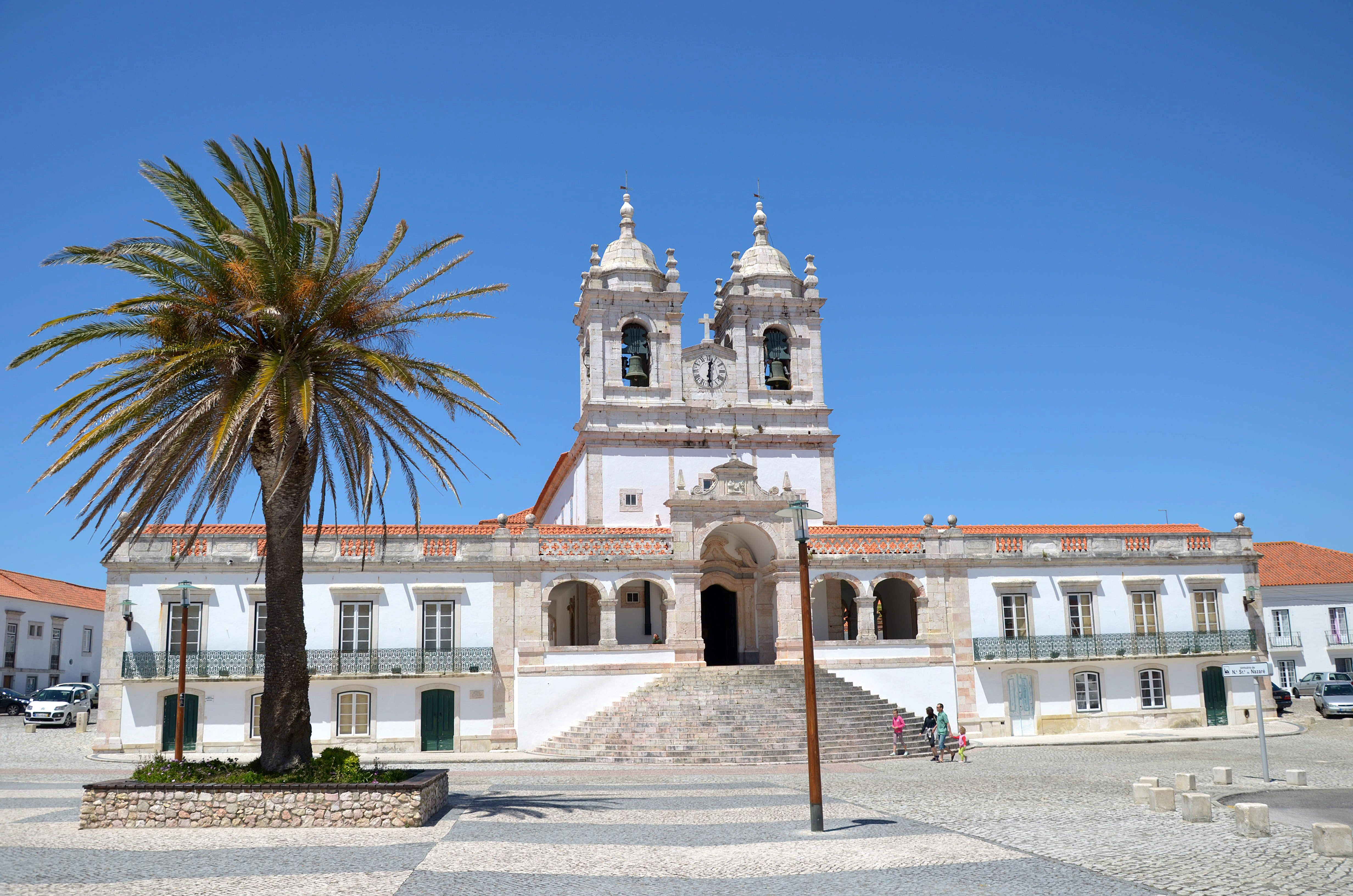
Santuário de Nossa Senhora da Nazaré localizado no Sítio
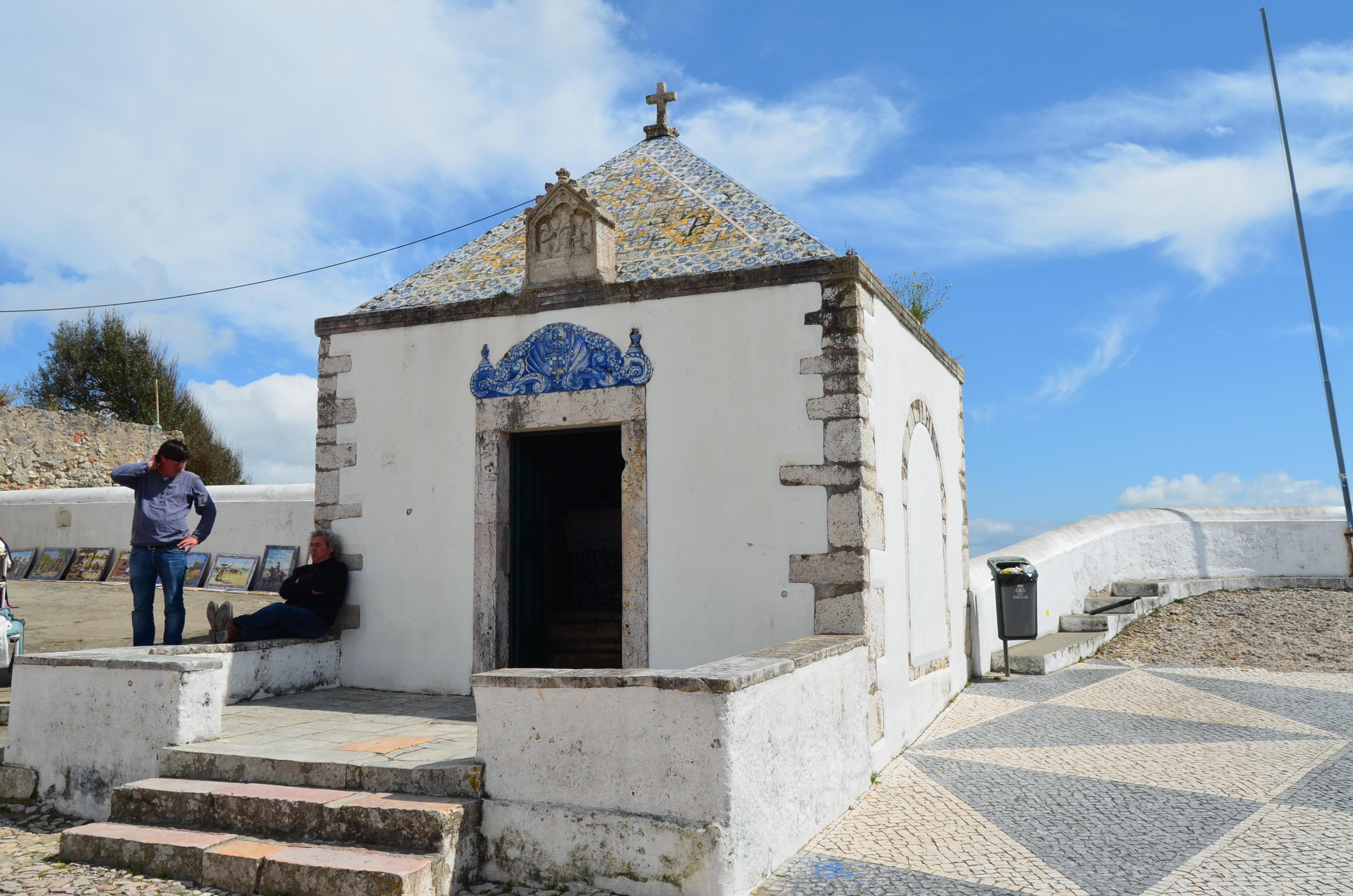
A Ermida da Memória
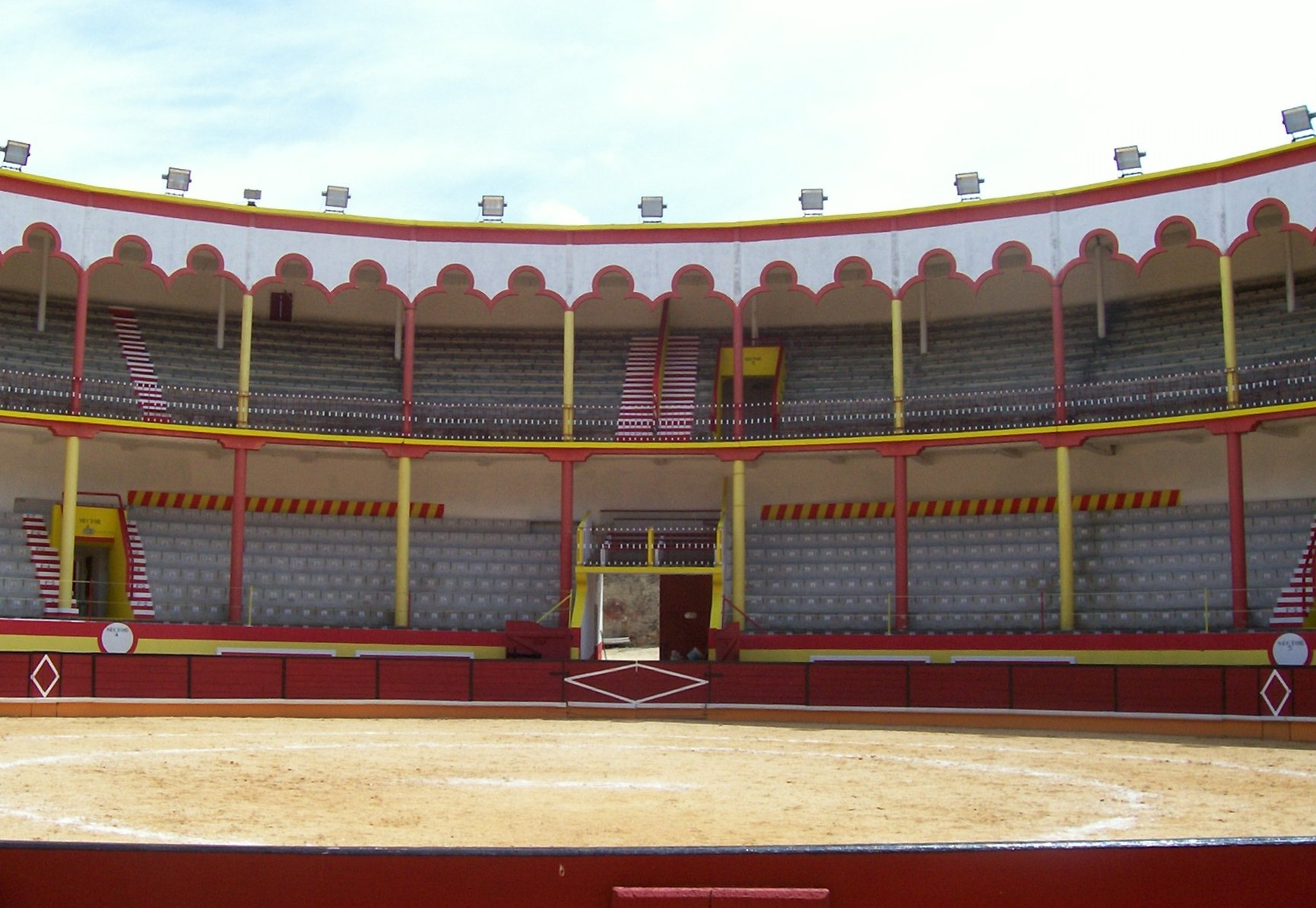
Praça de Touros da Nazaré
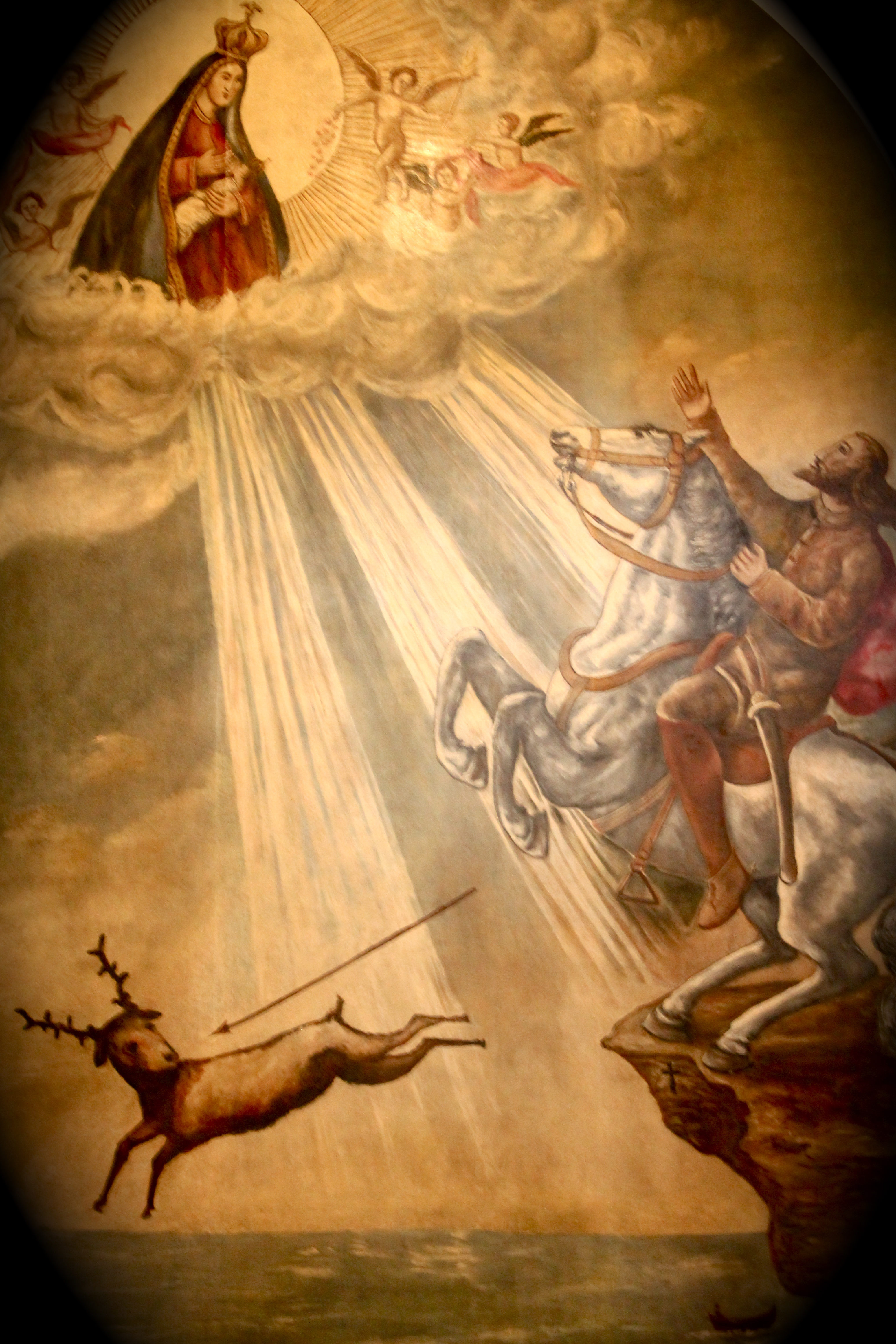
Representação do milagre de Nossa Senhora da Nazaré a D. Fuas Roupinho
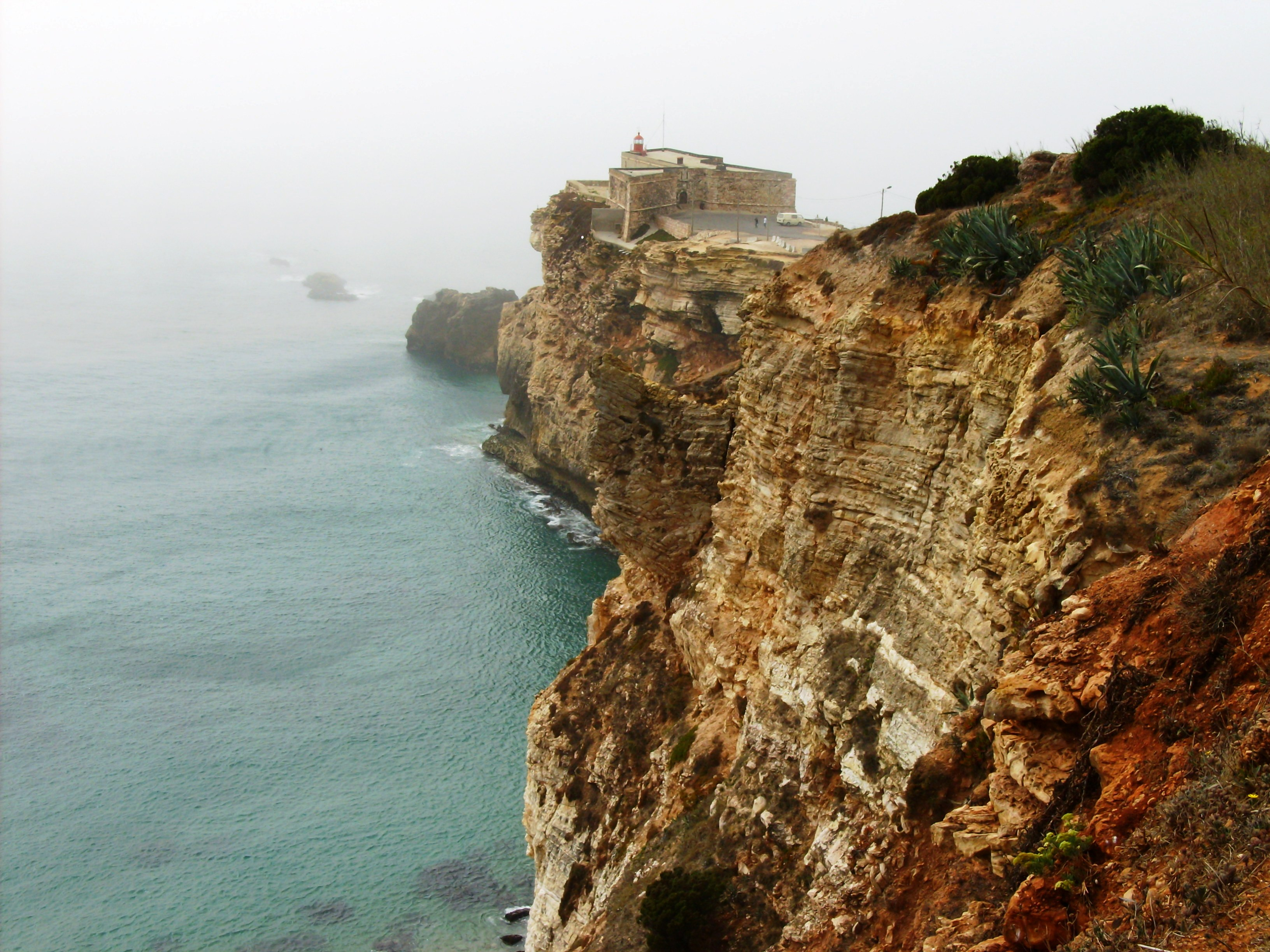
Forte de São Miguel Arcanjo
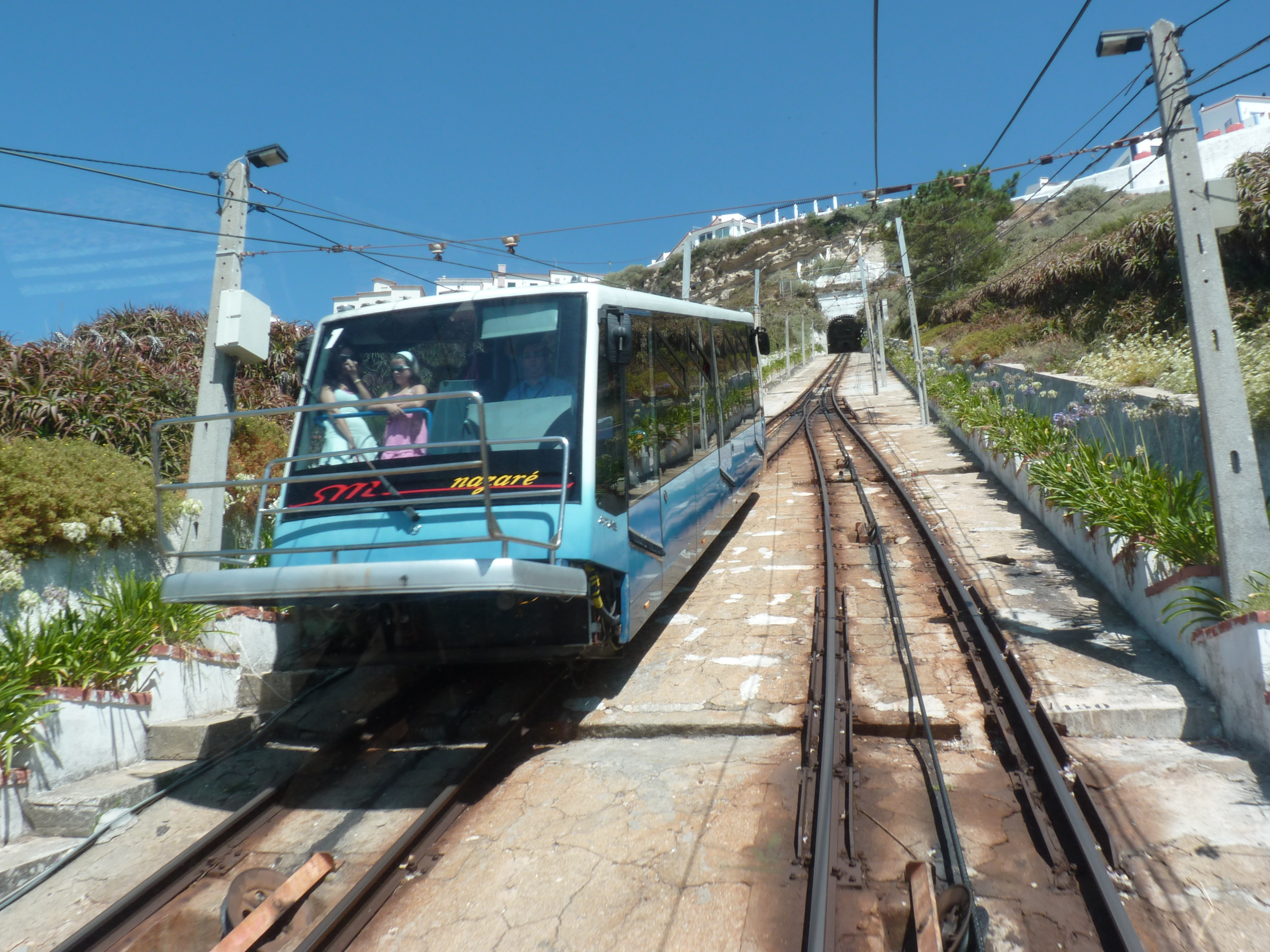
Elevador da Nazaré Cabina poente sobre o cruzamento